# Tanytarsus atagoensis
Tanytarsus atagoensis är en tvåvingeart som beskrevs av Tokunaga 1938. Tanytarsus atagoensis ingår i släktet Tanytarsus och familjen fjädermyggor. Inga underarter finns listade i Catalogue of Life.